# Влодзімеж Антоневич
Влодзімеж Антоневич (пол. Włodzimierz Antoniewicz; 15 липня 1893, Самбір — 20 травня 1973, Варшава, Польща) — польський археолог, професор Варшавського університету (з 1920 р.); член Польської академії мистецтв, член Польської академії наук (з 1952 р.).

## Життєпис
У 1920—1930-их проводив археологічні дослідження в Галичині.
Учень Карела Гадачека.
У 1925—1933 роках викладав у Віленському університеті, У 1936—1939 рр. був ректором Варшавського університету й одночасно керівником кафедри археології.
У 1930 р. став членом-кореспондентом Варшавського наукового товариства (з 1938 р. його дійсний член).
Намагався окреслити територію Свідерський культури в Білорусі і висловив думку, що її племена з'явилися тут не пізніше кінця верхнього неоліту.
У 1932 р. — став членом-кореспондентом Польської академії наук.
У 1934 р. в м. Мінську взяв участь у науковій конференції, налагодив контакти з білоруськими археологами Олександром Лявданським, Сергієм Дубинським, Костянтином Полікарповичем.
Був почесним членом-кореспондентом археологічного товариства в Лондоні в 1937 році Доісторичного товариства в Кембриджі.
У 1952 р. — титулярний член Польської академії наук, а з 1957 р. — дійсний член цієї Академії наук.

## Праці
Автор близько 300 наукових праць з археології, народного мистецтва, музейній справи.
- Baba kamienna w Dźwinogrodzie (1916) (пол.)
- Archeologia przedhistoryczna jako przedmiot nauczania (1921) (пол.)
- Pochodzenie i gatunki bursztynu w Europie (1923) (пол.)
- Pradzieje ziem polskich (1927) (пол.)
- Archeologia Polski. Zarys czasów przedhistorycznych i wczesnodziejowych ziem Polski, 1928 (Археологія Польщі) (пол.)
- O religii dawnych Słowian (1948—1949) (пол.)
- Historia sztuki najdawniejszych społeczeństw pierwotnych, 1957 (Історія мистецтва найдавніших первісних суспільств) (пол.)
- Religia dawnych Słowian (1957) (пол.)
- Mapa grodzisk w Polsce; Lenkijos piliakalnių žemėlapis, su kitais, 1964

## Нагороди
- Орден Корони Італії в 1937 р. ступеня «Великий офіцер»[6]
- Командорський хрест ордену Відродження Польщі в 1938 р.[7]
- Лицарський хрест, офіцерський і командорський ордену Почесного легіону
- відзначений нагородами Болгарії, Югославії.